# Apocephalus completus
Apocephalus completus är en tvåvingeart som beskrevs av Brown 1997. Apocephalus completus ingår i släktet Apocephalus och familjen puckelflugor. Inga underarter finns listade i Catalogue of Life.